# Bożena Chrząstowska
Bożena Janina Chrząstowska, z d. Mazurek (ur. 7 stycznia 1929 w Poznaniu, zm. 10 listopada 2020) – polska filolożka, prof. dr hab.

## Życiorys
Była córką Józefa Mazurka (1897–1979), starszego sierżanta Wojska Polskiego, kawalera Orderu Virtuti Militari, i Ludwiki z Łażewskich (1899–1987). Miała dwóch braci i trzy siostry.
Była absolwentką V Liceum Ogólnokształcącego im. Klaudyny Potockiej w Poznaniu, w 1948 rozpoczęła studia polonistyczne na Uniwersytecie Poznańskim. W czasie studiów pracowała dorywczo w Bibliotece Uniwersyteckiej w Poznaniu oraz poznańskim oddziale Instytutu Badań Literackich Polskiej Akademii Nauk. Po ukończeniu w 1952 studiów pracowała w Wojewódzkiej Bibliotece Pedagogicznej, następnie w Ośrodku Metodycznym, od 1957 jako nauczycielka języka polskiego w poznańskich szkołach średnich. W latach 1963–1970 kierowała sekcją języka polskiego w Ośrodku Metodycznym.
Od 1970 była zatrudniona na Uniwersytecie im. Adama Mickiewicza w Poznaniu, początkowo jako starszy asystent (do 1973), następnie wykładowca. W 1975 obroniła w Instytucie Badań Literackich pracę doktorską Teoria literatury w szkole. Z badań nad recepcją liryki napisaną pod kierunkiem Kazimierza Bartoszyńskiego, za którą otrzymała I nagrodę w konkursie naukowym IV Biennale Sztuki dla Dziecka oraz nagrodę Ministra Nauki, Szkolnictwa Wyższego i Techniki
III stopnia. Następnie została zatrudniona na UAM jako adiunkt. W 1986 otrzymała stopień doktora habilitowanego na podstawie pracy Lektura i poetyka. Zarys problematyki kształtowania pojęć literackich w szkole podstawowej. Następnie otrzymała na UAM stanowisko docenta. 18 lutego 1992 nadano jej tytuł profesora w zakresie nauk humanistycznych. Pracowała w Instytucie Filologii Polskiej na Wydziale Filologii Polskiej i Klasycznej Uniwersytetu im. Adama Mickiewicza, gdzie od lat 90. kierowała założoną przez siebie Pracownią Innowacji Dydaktycznej. Przeszła na emeryturę w 2000.
W 1957 została członkiem Towarzystwa Literackiego im. Adama Mickiewicza, w latach 1977–1989 była prezesem Oddziału Poznańskiego, od 1981 do 2000 członkiem Zarządu Głównego. Od 1970 do 2000 należała do Komitetu Głównego Olimpiady Literatury i Języka Polskiego. W 1980 została członkiem NSZZ „Solidarność”, od 1984 uczestniczyła w strukturach oświaty niezależnej, brała udział w przygotowaniu i redagowaniu wydawanych poza cenzurą materiałów dla nauczycieli Glosariusz (tom 2. Od starożytności (1986), tom 3. Od klasycyzmu (1987), tom 5. Do współczesności (1989), publikowała pod pseudonimem Bogumiła Mrówa.
W latach 1990–1993 była członkiem Komitetu Nauk o Literaturze Polskiej PAN, od 1997 członkiem Komitetu Nauk o Literaturze Polskiej Akademii Nauk. od 1992 do 2014 była redaktorem naczelnym pisma Polonistyka.
Była członkiem ROAD, następnie Unii Demokratycznej.
W 1984 została odznaczona Medalem Komisji Edukacji Narodowej, w 1988 Krzyżem Kawalerskim Orderu Odrodzenia Polski. W 2000 została doktorem honoris causa Akademii Pedagogicznej w Krakowie, w 2003 otrzymała Krzyż Kawalerski Orderu Zasługi RFN.

## Życie prywatne
W 1955 poślubiła Andrzeja Chrząstowskiego, z którym miała dwie córki, Joannę i Monikę.

## Twórczość
W 1969 zredagowała tom Pomoce naukowe w pracy polonisty. Razem z Seweryną Wysłouch opublikowała w 1974 tom studiów Wiadomości z teorii literatury w analizie literackiej (kolejne wydania zmienione, poczynając od 1978 jako Poetyka stosowana). W 1982 wydała w serii Biblioteka analiz literackich Wiersze Czesława Miłosza, w 1987 pracę Lektura i poetyka. Zarys problematyki kształtowania pojęć literackich w szkole podstawowej. W 1990 przygotowała antologię Literatura współczesna „źle obecna” w szkole. Antologia tekstów literackich i pomocniczych dla klas maturalnych. W 1992 opublikowała Otwarte niebo. Literackie świadectwa przeżywania Eucharystii.
Była autorką koncepcji podręcznika oraz rozdziału Świat starożytny w podręczniku dla klasy I liceum Starożytność – oświecenie” (pozostali autorzy: Józef Tomasz Pokrzywniak i Maria Adamczyk, wyd. 1: Warszawa 1987; do 2000 roku ukazało się 14 edycji; a także autorką rozdziałów Poezja, Z pogranicza literatury i dokumentu i Esej filozoficzny w podręczniku Literatura współczesna. Podręcznik dla klas maturalnych oraz autorką pytań i ćwiczeń w całej książce (wyd. 1992, do 2002 ukazało się 11 wydań; pozostali autorzy Ewa Wiegandt i Seweryna Wysłouch). Od 2002 uczestniczyła w przygotowaniu serii podręczników Skarbiec języka, literatury, sztuki, w której zrezygnowano z chronologicznego przedstawienia dzieł literackich. Była redaktorem tomów Skarbiec języka, literatury, sztuki. Podręcznik dla klas I–III liceum ogólnokształcącego i profilowanego (2002), Skarbiec języka, literatury, sztuki. Wypisy z ćwiczeniami. Podręcznik dla klasy I liceum ogólnokształcącego i profilowanego. Kultura XX wieku i jej tradycje (2002, w tym tomie była także autorką rozdziału ), Skarbiec języka, literatury, sztuki. Wypisy z ćwiczeniami. Podręcznik dla klasy II liceum ogólnokształcącego i profilowanego. Kultura XIX wieku i jej tradycje (2003) oraz Skarbiec języka, literatury, sztuki. Wypisy z ćwiczeniami. Podręcznik dla klasy III liceum ogólnokształcącego i profilowanego. Staropolskie korzenie współczesności (2004), w tomach tych była także autorką lub współautorką niektórych rozdziałów. Była także współautorką książki Skarbiec języka, literatury, sztuki. Wskazówki metodyczne. Książka nauczyciela (2004).
Razem z córką, Joanną Ciechnowską-Barnuś, opublikowała w 2015 wspomnienia Dwugłos z życia wzięty.